# Divadlo Na Fidlovačce
Divadlo Na Fidlovačce, dříve Tylovo divadlo, je divadelní scéna v Praze 4 – Nuslích v Nuselském údolí u toku Botiče proti Nuselskému pivovaru. Před divadlem se nachází park Na Fidlovačce a na jeho východní straně pak stejnojmenná ulice. V těchto místech se v 18. a 19. století konaly oblíbené slavnosti pražských ševců Fidlovačka.

## Historie

### Do roku 1995

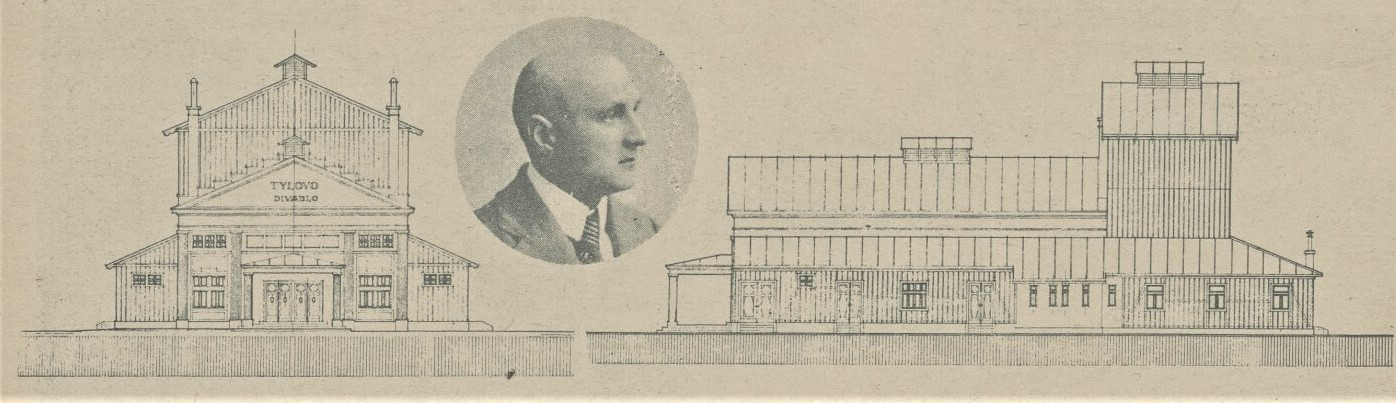
Projekt Tylova divadla v Nuslích a ředitel Stanislav Langr

Původně dřevěnou provizorní divadelní budovu dal v Nuslích v roce 1921 postavit Stanislav Langer. Stavba byla zahájena v roce 1921. Objekt realizovali architekt Alois Zíma a stavitel Josef Dneboský. Divadlo bylo slavnostně otevřeno pod názvem Tylovo divadlo v Nuslích dne 5. listopadu 1921 premiérou Tylovy hry Drahomíra. Původní záměr ředitele Stanislava Langera byl hrát v divadle především činohry českých klasiků. S touto koncepcí ale divadlo neuspělo a po finančním krachu a převzetí novým ředitelem Jiřím Sedláčkem byly od roku 1925 v repertoáru divadla především operety.
V průběhu své existence několikrát změnilo název (lidový název "Tyláček" však přetrvává celé století). V roce 1944 bylo přejmenováno na Divadlo pod Vyšehradem, po 2. světové válce se vrátilo k původnímu názvu Tylovo divadlo v Nuslích. V letech 1963 až 1978, bylo v provozu jako Hudební divadlo v Nuslích a bylo sloučeno s Hudebním divadlem Karlín, jehož soubor hrál na obou scénách.
Hráli tam slavní herci. Např. Oldřich Nový nebo Otomar Korbelář (Pomněnky Františka Kmocha).

### Obnova divadla (Nadace Fidlovačka)
Divadelní budova chátrala až do roku 1995, kdy byla pro její obnovu založena Nadace Fidlovačka. S jejím přispěním bylo divadlo obnoveno – provoz byl slavnostně zahájen 28. října 1998 hrou Fidlovačka Josefa Kajetána Tyla, včetně Škroupovy písně "Kde domov můj", zpívané ve čtvrtém jednání slepým houslistou Marešem na nuselské ševcovské pouti, pozdější české hymny. Před divadlem byla zbudována nová kašna s několika vodotrysky, která oživuje přilehlý nuselský park. Herci divadla nebyli ve stálém angažmá, ale uzavírali smlouvy na jednotlivá představení. Při obnovení divadla do Divadla Na Fidlovačce přešel téměř celý ročník tehdejších absolventů Pražské konzervatoře, z nichž nejvíce prostoru dostali Zuzana Vejvodová a Ondřej Brousek.
Nejúspěšnější inscenací divadla byl po dlouhá léta americký muzikál Šumař na střeše, který zůstal na repertoáru bezmála sedmnáct let. Kvůli problémům s autorskými právy se však jeho derniéra odehrála ještě před dovršením čtyřsté reprízy v červnu 2015.

#### Komorní Fidlovačka
V bývalém kině Morava (za první republiky Světovid) v Boleslavově ulici v Nuslích nedaleko od náměstí Bratří Synků byla v roce 2006 zřízena druhá scéna divadla s názvem Komorní Fidlovačka. Dne 5. prosince 2018 podle informace divadla „dochází z vážných technických důvodů uzavření“

### Léta 2012–2016
Po odchodu Tomáše Töpfera do Divadla na Vinohradech v září 2012 se stala novou ředitelkou Eliška Balzerová. Stávajícího uměleckého šéfa, Juraje Deáka, který získal stejnou funkci ve vinohradském divadle, nahradil režisér Pavel Šimák. Ve stejné době došlo na této scéně k velkému odlivu známých hereckých osobností, které následovaly bývalé vedení na Vinohrady. Byli mezi nimi např. Ondřej Brousek, Otakar Brousek ml., Marek Holý, Lilian Malkina, Petr Rychlý, Václav Svoboda a Zuzana Vejvodová. V dalších letech divadlo ze stejného důvodu opustili Tereza Bebarová, Andrea Černá a Pavel Nečas.
Do divadla proto začala přicházet nastupující herecká generace. Na jevišti divadla se tak poprvé objevili Lukáš Rous, Aneta Krejčíková, Petr Batěk, Daniel Krejčík, Elizaveta Maximová, Marta Sovová a mnozí další.
Po sérii finančních problémů, které vedly mj. k zániku Nadace Fidlovačka, nebyl divadlu na jaře 2015 přidělen víceletý grant, jenž zásadně ovlivňuje existenci divadel. Proto ředitelka Eliška Balzerová oznámila, že hodlá svoji funkci k 1. lednu 2016 opustit. 
V prosinci 2016 se novým ředitelem Divadla Na Fidlovačce stal ing. Jan Koťátko. V roce 2017 z divadla Eliška Balzerová odešla.

## Ocenění
V roce 1998 divadlo obdrželo cenu Thálie jako zvláštní cenu kolegia, jako první umělecký kolektiv oceněný cenou Thálie vůbec.

## Herecký soubor
Divadlo Na Fidlovačce nemá žádného herce ve stálém angažmá. Z toho vyplývá, že každý tvůrce uzavírá na každou inscenaci smlouvu o dílo. Soubor se postupně utvářel. Mezi stálé spolupracovníky po odchodu Tomáše Töpfera do Divadla na Vinohradech patří hlavně:
- Lukáš Adam
- Anna Fialová
- Vanda Hybnerová
- Tomáš Měcháček
- Ctirad Götz
- Vanda Chaloupková
- Aneta Krejčíková
- Daniel Krejčík
- Jiří Korn
- Jitka Ježková
- Radka Mako Krninská
- Zdeněk Maryška
- Ludmila Molínová
- Barbora Mošnová
- Eliška Nezvalová
- Zdeněk Palusga
- Iva Pazderková
- Lukáš Pečenka
- Sandra Pogodová
- Denny Ratajský
- Daniel Rous
- Lukáš Rous
- Marta Sovová
- Martina Šťastná
- Ladislav Trojan
- Vojtěch Vodochodský
- Petr Veselý
- David Voráček
- Karel Zima
- Josef Zýka
- Ladislav Županič

## Tramvajová zastávka
Od 1. ledna 2000 byla tramvajová zastávka před divadlem přejmenována z Divadlo v Nuslích na Divadlo Na Fidlovačce.